# Motshegaletau
Motshegaletau is een dorp in het district Central in Botswana. De plaats telt 958 inwoners (2011).